# Bahnstrecke Studený Potok–Tatranská Lomnica
| |                      |                                                                             |                                                                             |
| Kursbuchstrecke (ZSSK): | 185                  |                                                                             |                                                                             |
| Streckenlänge: | 8,968 km             |                                                                             |                                                                             |
| Spurweite: | 1435 mm (Normalspur) |                                                                             |                                                                             |
| Maximale Neigung: | 38 ‰                 |                                                                             |                                                                             |
| Streckengeschwindigkeit: | 60 km/h              |                                                                             |                                                                             |
| |                      |                                                                             |                                                                             |
| \| \| \| von Poprad-Tatry \| \| \| \| 0,000 \| nach Podolínec \| nach Podolínec \| \| \| 0,121 \| Studený Potok früher Tarpatak \| Studený Potok früher Tarpatak \| \| \| ~2 \| Nagy-Lomnicz Versenytér \| Nagy-Lomnicz Versenytér \| \| \| 3,438 \| Veľká Lomnica-Golf \| Veľká Lomnica-Golf \| \| \| 5,610 \| Tatranská Lomnica zastávka \| Tatranská Lomnica zastávka \| \| \| \| \| \| \| \| 8,968 \| Tatranská Lomnica früher Tátra-Lomnicz Anschluss zur Elektrischen Tatrabahn \| Tatranská Lomnica früher Tátra-Lomnicz Anschluss zur Elektrischen Tatrabahn \| |                      |                                                                             |                                                                             |
| Strecke |                      | von Poprad-Tatry                                                            | von Poprad-Tatry                                                            |
| Abzweig geradeaus und nach rechts | 0,000                | nach Podolínec                                                              | nach Podolínec                                                              |
| Haltepunkt / Haltestelle | 0,121                | Studený Potok früher Tarpatak                                               | Studený Potok früher Tarpatak                                               |
| ehemaliger Haltepunkt / Haltestelle | ~2                   | Nagy-Lomnicz Versenytér                                                     | Nagy-Lomnicz Versenytér                                                     |
| Haltepunkt / Haltestelle | 3,438                | Veľká Lomnica-Golf                                                          | Veľká Lomnica-Golf                                                          |
| Haltepunkt / Haltestelle | 5,610                | Tatranská Lomnica zastávka                                                  | Tatranská Lomnica zastávka                                                  |
| |                      |                                                                             |                                                                             |
| Kopfbahnhof Streckenende | 8,968                | Tatranská Lomnica früher Tátra-Lomnicz Anschluss zur Elektrischen Tatrabahn | Tatranská Lomnica früher Tátra-Lomnicz Anschluss zur Elektrischen Tatrabahn |

Die Bahnstrecke Studený Potok–Tatranská Lomnica ist eine Eisenbahnverbindung in der Slowakei, die ursprünglich von der privaten Tatralomnici hev. (Tatralomnitzer Lokalbahn) erbaut wurde. Sie zweigt bei Veľká Lomnica von der Bahnstrecke Poprad-Tatry–Podolínec ab und führt in die Hohe Tatra nach Tatranská Lomnica. Dort besteht ein Übergang zur meterspurigen Elektrischen Tatrabahn in Richtung Starý Smokovec.

## Geschichte
Tátra-Lomnicz war der erste Luftkurort in der Hohen Tatra. Am 24. Juli 1893 einigten sich der ungarische Staat und die Vertreter der Tatragemeinden zum Bau einer Lokalbahn, die bei von der seit 1889 bestehenden Popradtalbahn abzweigen sollte. Adolf Neidenthal arbeitete das Projekt aus. Zwischenzeitlich wurde auch eine Strecke von Poprad nach Ótátrafüred (Altschmecks) favorisiert, dass mit Tátra-Lomnicz als Kurort konkurrierte. Im September 1894 wurde jedoch die vorrangige Realisierung der Lokalbahn nach Tatra-Lomnicz beschlossen. Nach Ótátrafüred führte hingegen ab 1904 ein Oberleitungsbus und seit 1908 die Elektrische Tatrabahn von Poprad.

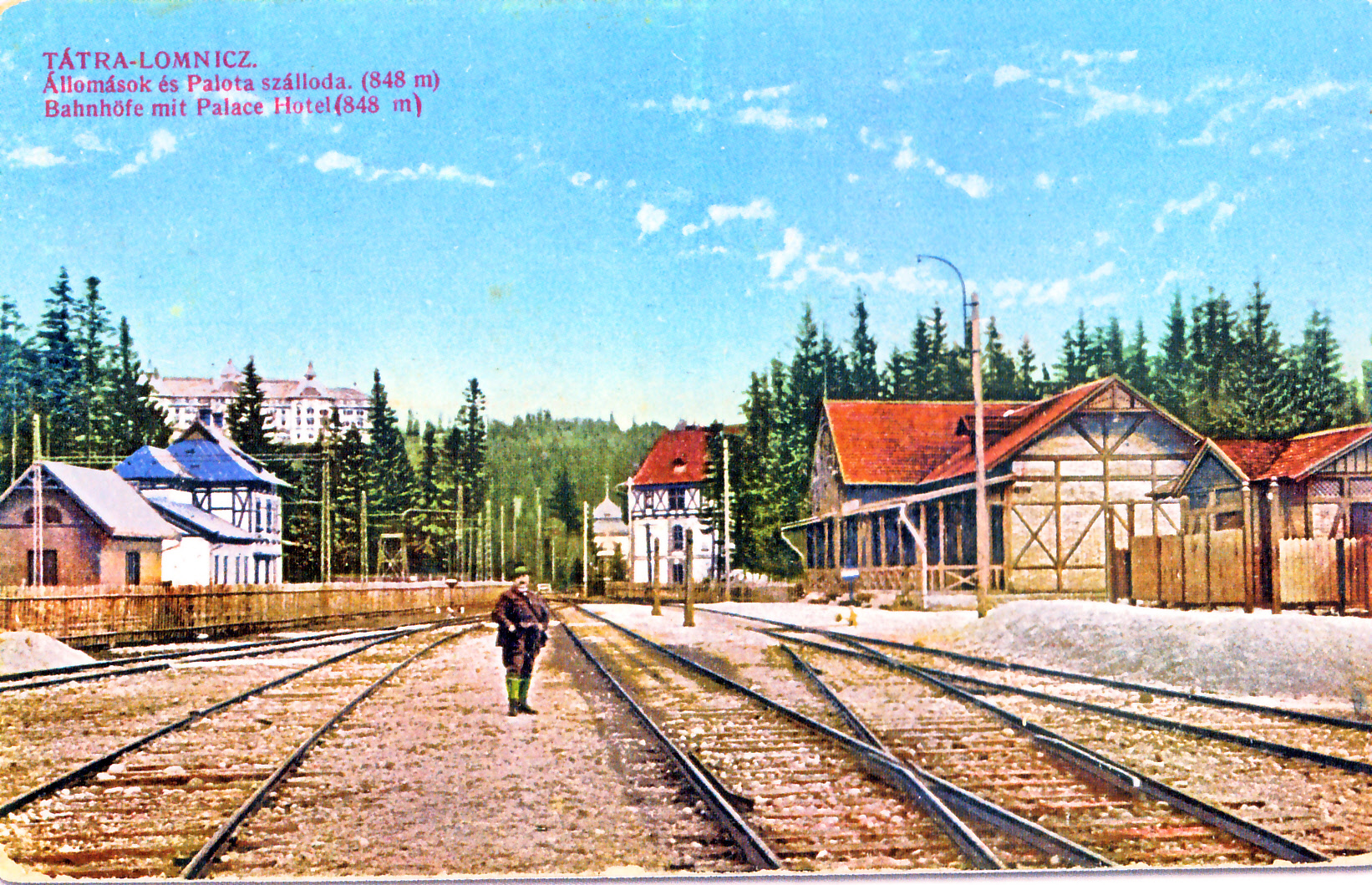
Bahnhof Tátra-Lomnicz (1914)

Der Bau der einfach trassierten Strecke im Sommer 1895 dauerte fünf Monate und kostete 350.000 Kronen. Die Schienen lieferte das Eisenwerk Diósgyöri, die Weichen die Firma Schlick aus Budapest. An Hochbauten entstanden in Tátra-Lomnicz ein Aufnahmsgebäude und ein Heizhaus zur Unterstellung der Lokomotiven. Am 1. September 1895 wurde die Strecke eröffnet.
Den Betrieb führte die Kaschau-Oderberger Bahn (Ks.Od.) für Rechnung der Eigentümer. Zunächst wurde die Strecke nur während der Kursaison im Sommer vom 15. Juni bis 15. September betrieben. Der Fahrplan von 1896 verzeichnete drei Zugpaare, die meist von Poprad-Felka bis Tatra-Lomnicz durchliefen. Die Fahrzeit bergwärts nach Tátra-Lomnicz betrug dabei fast 1,5 Stunden. Neben dem Reiseverkehr hatte die Strecke später auch Bedeutung für den Transport von Brennstoffen und Baumaterialien. Aus den Wäldern der Hohen Tatra wurde Holz abgefahren.
Zwei Wochen nach der Betriebseröffnung, am 14. September 1895 kam es zu einem schweren Unfall, bei dem jedoch keine Toten zu beklagen waren. Ein schwerer Güterzug blieb in der maximalen Steigung kurz vor dem Endbahnhof liegen. Das Zugpersonal kuppelte zwei Wagen einschließlich des Gepäckwagens ab und sicherte sie im Gefälle mit der Handbremse und vor die Räder gelegten Steinen. Nach dem Abkuppeln setzten sie sich jedoch talwärts in Bewegung und prallten an der einzigen Zwischenhaltestelle auf einen zweiten Zug. Ein Bremser und ein Postangestellter sprangen rechtzeitig ab und überlebten unverletzt. Der Betrieb wurde erst zum Beginn des nächsten Sommerfahrplanes am 15. Juni 1896 wieder aufgenommen.
Nach dem Zerfall Österreich-Ungarns am Ende des Ersten Weltkrieges lag das Bahngebiet im neu gegründeten Staat Tschechoslowakei. Die Strecke kam zum Netz der Tschechoslowakischen Staatsbahnen (ČSD). Die ungarischen Namen der Bahnhöfe wurden durch slowakische ersetzt.

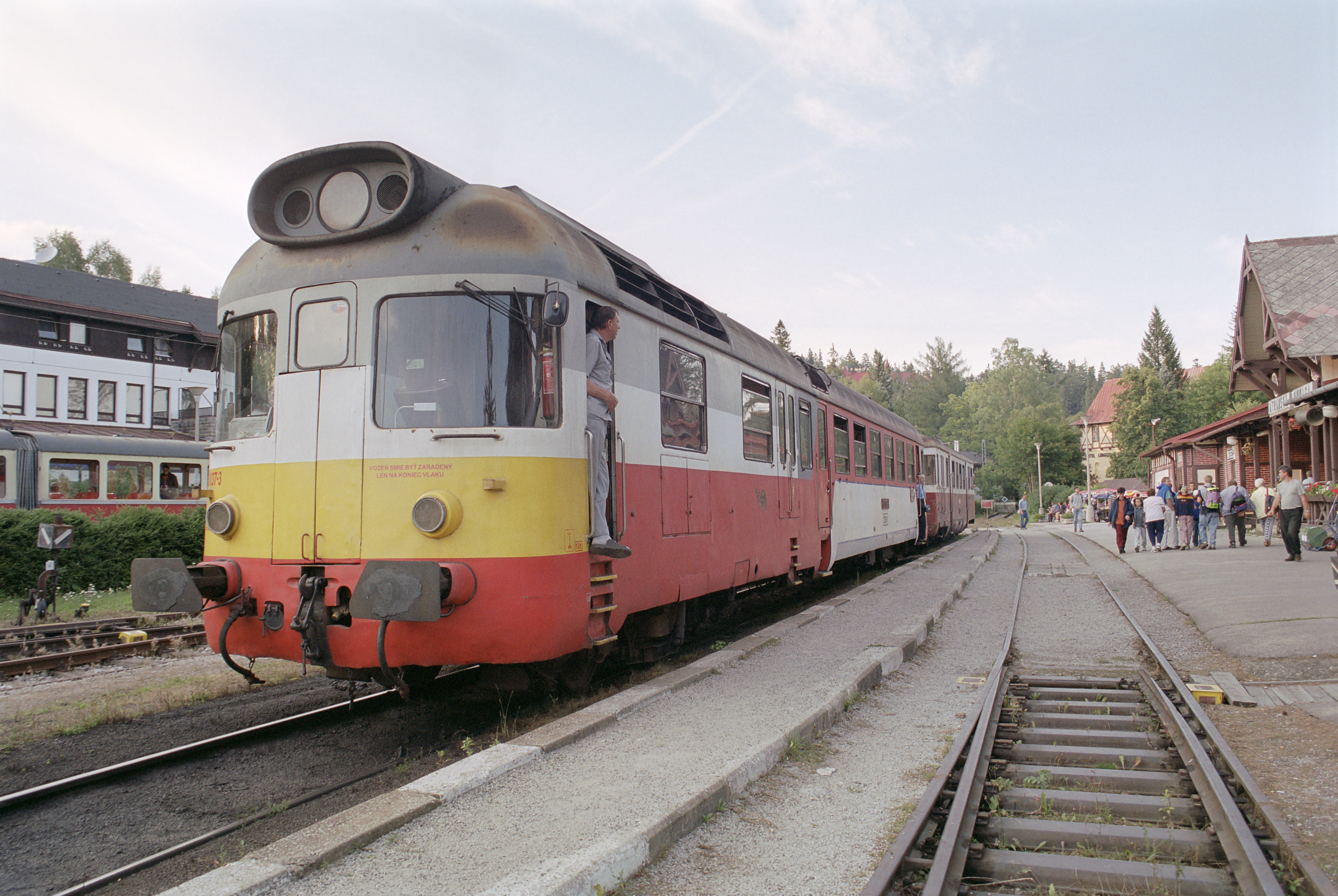
Personenzug aus zwei Triebwagen in Tatranská Lomnica (2000)

Ab 1928 erprobten die ČSD einen Schienenautobus, allerdings war das eingesetzte Fahrzeug der ČSD-Baureihe M 120.1 für die Strecke mit ihrer starken Steigung zu leistungsschwach. Erst ab 1934 kamen im Reiseverkehr moderne Motorzüge zum Einsatz, die eine signifikante Verdichtung des Fahrplanes und eine Verkürzung der Reisezeiten ermöglichten. Im Sommerfahrplan 1938 waren zwölf Reisezugpaare zwischen Studený Potok und Tatranská Lomnica verzeichnet, von denen vier von und nach Poprad-Velká durchliefen. Die Fahrzeit auf dieser Relation betrug nun nur noch 35 Minuten.
Am 22. Juli 1951 kam es erneut zu einem schweren Unfall. Wie schon 1895 blieb ein Personenzug, bestehend aus Trieb- und zwei Beiwagen kurz vor dem Endbahnhof liegen. Die Reisenden des zweiten, vollbesetzten Beiwagens wurden aufgefordert, dort auf freier Strecke auszusteigen. Dem kamen jedoch einige Fahrgäste nicht nach und blieben im Wagen. Das Zugpersonal sicherte den Wagen mit der Handbremse - und wiederum Steinen - und kuppelte ihn ab. Der Wagen setzte sich talwärts in Bewegung und lief mit hoher Geschwindigkeit nach Studený Potok, wo er auf einen dort abgestellten anderen Personenwagen prallte. Dort war vorher noch versucht worden, den abgestellten Wagen per Hand mit Hilfe dort wartender Reisender auf ein anderes Gleis zu verschieben. 19 Reisende starben. In Reisezügen musste fortan talseitig ein zweiter besetzter Triebwagen am Zugschluss laufen.
Der planmäßige Güterverkehr wurde 1970 eingestellt. 
Ende der 1970er Jahre wurde an einem Campingplatz die neue Haltestelle Tatranská Lomnica zastávka (Eurocamp) eingerichtet. Dazu kam nach 2000 die Haltestelle Veľká Lomnica-Golf. 
Im Jahresfahrplan 2021 verkehrten Personenzüge zwischen Studený Potok und Tatranská Lomnica in einem angenäherten Zweistundentakt. In Studený Potok besteht jeweils Anschluss an die Züge von und nach Poprad.

## Fahrzeugeinsatz

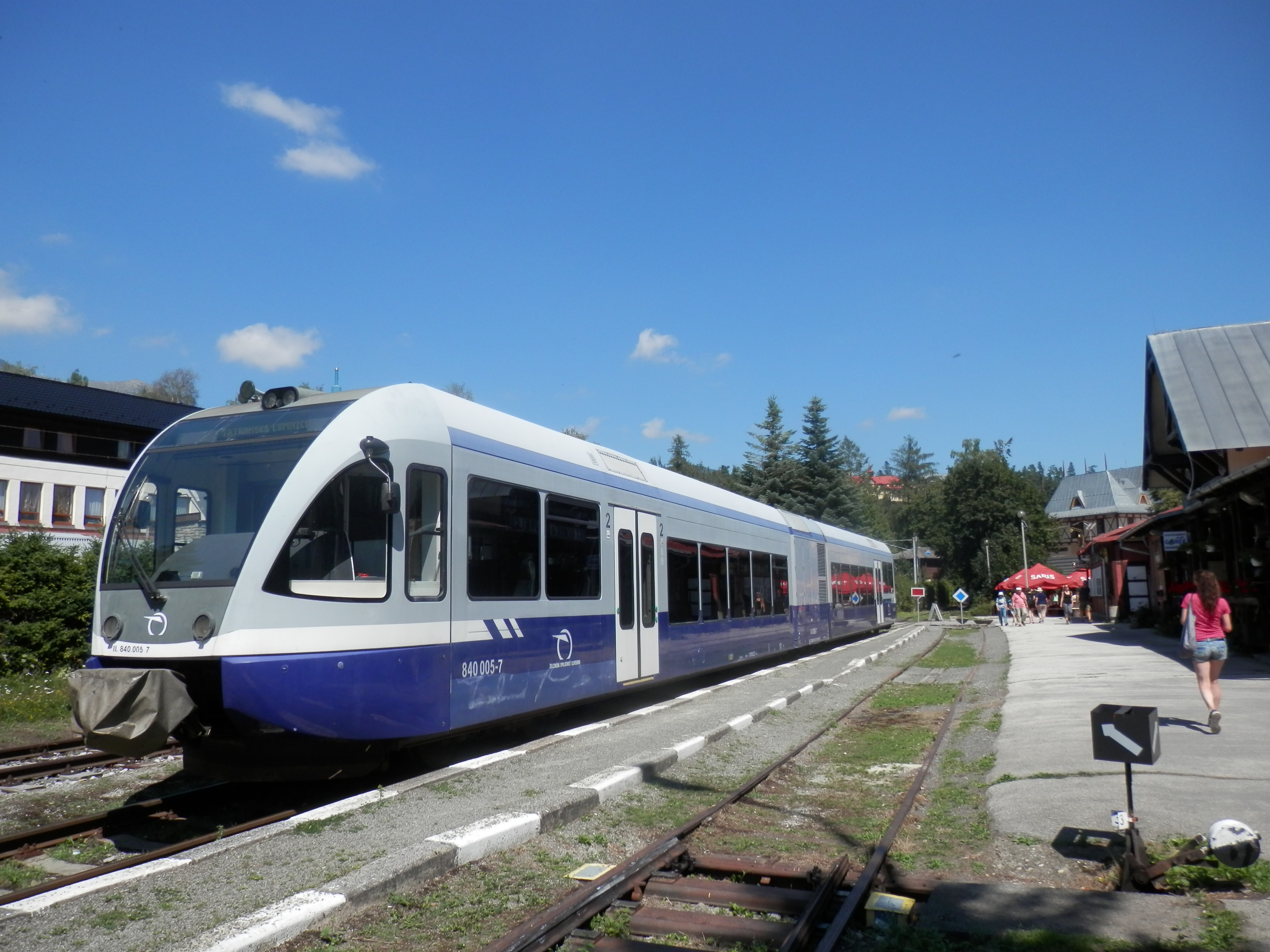
ZSSK 840 005 in Tatranská Lomnica (2018)

Die Ks.Od. setzte anfangs dreifach gekuppelte Tenderlokomotiven der Reihe XII auf der Strecke ein, die später durch eine vierfachgekuppelte Lokomotive der Reihe XIVa mit Klien-Lindner-Hohlachsen abgelöst wurde.
Ab 1934 verkehrten auf der Strecke Motorzüge der Reihe M 130.2, die auch als Turmtriebwagen bekannt geworden sind. Sie wurden ab 1949 durch neue Fahrzeuge der Reihe M 131.1 abgelöst. Ab 1964 bewältigten moderne vierachsige Triebwagen der Reihe M 240.0 den Reiseverkehr, die schon kurz darauf durch die noch leistungsstärkeren M 286.1 (ZSSK 851) abgelöst wurden. Heute verkehren Triebzüge der Baureihe 840.